# Frank Deleu
Frank Deleu (Menen, 23 augustus 1952) is een Belgisch beiaardier, radioproducer en componist.

## Levensloop
Na zijn middelbare studies aan het Sint-Aloysiuscollege in Menen, behaalde Deleu in 1975 het licentiaat in de kunstgeschiedenis, specialisatie musicologie, aan de Rijksuniversiteit Gent. Van 1972 tot 1975 dirigeerde hij het Gents universitair studentenkoor.
Hij volgde ook de lessen aan de Beiaardschool in Mechelen en werd er laureaat. Hij vervolledigde dit met privélessen bij Eugeen Uten. In 1980 werd hij eerste laureaat van de internationale beiaardwedstrijd in Dijon.
Als beiaardier oefende hij volgende opdrachten uit:
- stadsbeiaardier van Menen (1979-), waar hij Gislain Pouseele opvolgde;
- stadsbeiaardier van Izegem (1983-1990), waar hij Ghislain Pouseele opvolgde;
- adjunct-stadsbeiaardier van Brugge (1984-2008);
- stadsbeiaardier van Kortrijk (1985-2009), waar hij Ghislain Pouseele opvolgde;
- stadsbeiaardier van Brugge (2008-2017), waar hij Aimé Lombaert opvolgde;
- stadsbeiaardier van Damme (2009-).

Hij deed concertreizen in de Verenigde Staten, Canada, Nederland, Frankrijk, Duitsland, Engeland, Polen en Ierland.
In de Belgische Beiaardiersgilde (later Vlaamse Beiaardvereniging) was hij opeenvolgend secretaris (1983), ondervoorzitter (1989-1999) en redacteur. Vervolgens bestuurslid van de Vlaamse Beiaardvereniging (2007-). In 2006 werd hij bestuurslid van de Wereld Beiaard Federatie. Vanaf 2013 is hij voorzitter van de Vlaamse Beiaard Vereniging (vzw).
Hij adviseerde bij de restauratie van de beiaarden in Tielt (1986) en Menen (2001) en bij de bouw van de nieuwe beiaard in de Halletoren in Kortrijk (1994). In 2010 leidde hij de grondige vernieuwing van de beiaard in het belfort van Brugge. Hij adviseerde bij de beiaardrestauratie van Wingene en Ieper.
Beroepshalve was Frank Deleu verbonden aan de VRT:
- producer Dienst Ernstige Muziek (1976-1979)
- producer bij Radio 2 West-Vlaanderen (1979-1988)
- hoofd van Radio 2 West-Vlaanderen (1988-1996)
- intendant van het VRT Filharmonisch Orkest en Koor (1996-1998)
- Klara, verantwoordelijk voor Klara continuo (digitale klassieke radio) (tot 2012).

In augustus 2021 werd Deleu aangesteld tot ereburger van Menen, zijn geboortestad.

## Composities
Onder zijn composities, hoofdzakelijk voor beiaard, zijn te vermelden:
- Impromptu
- Giocoso, Gentile & Coda
- Le carillonneur de Bruges (naar de gelijknamige opera van Albert Grisar)
- Bewerkingen voor beiaard van werken door klassieke en Vlaamse componisten
- Transcripties van oude beiaardmuziek

## Publicaties
- (samen met Frans Debrabandere) Kortrijkse Beiaarden en Beiaardiers, in: De Leiegouw, 1988.
- Met het hoofd naar de brug van Schoorbakke, uitg. Hadewych, 1989.
- Beiaard en beiaardcultuur, in: Het Belfort van Brugge, Brugge, 2012.
- uitgebreide lijst publicaties en beiaardopnamen op http://users.skynet.be/frank.deleu/publicaties.htm

## Voetnoot
1. ↑   Flavie ROQUET, Lexicon van Vlaamse componisten, geboren na 1800, blz. 211

- Bibliothèque nationale de France: cb13940543m (data)
- International Standard Name Identifier: 0000 0003 5503 0533
- Library of Congress Control Number: no96048021
- Virtual International Authority File: 76504868
- WorldCat: E39PBJfCrmrjcQPFvXyDdTHcT3